# Кубок Хорватії з футболу 2009—2010
Кубок Хорватії з футболу 2009—2010 — 19-й розіграш кубкового футбольного турніру в Хорватії. Титул здобув Хайдук (Спліт).

## Календар
| Раунд            | Дата                          | Матчі | Клуби   |
| ---------------- | ----------------------------- | ----- | ------- |
| Попередній раунд | 25-26 серпня 2009             | 16    | 48 → 32 |
| 1/16 фіналу      | 22-29 вересня 2009            | 16    | 32 → 16 |
| 1/8 фіналу       | 27-28 жовтня 2009             | 8     | 16 → 8  |
| 1/4 фіналу       | 24-25 листопада/9 грудня 2009 | 8     | 8 → 4   |
| 1/2 фіналу       | 24 березня/7 квітня 2010      | 4     | 4 → 2   |
| Фінал            | 21 квітня/5 травня 2010       | 2     | 2 → 1   |

## 1/16 фіналу
| Команда 1         | Рахунок      | Команда 2        |
| ----------------- | ------------ | ---------------- |
| 22 вересня 2009   |              |                  |
| Орієнт 1919       | 1:2          | Загреб           |
| Рудар (Лабин)     | 5:2          | Цибалія          |
| Сухополе          | 2:2 пен. 6:7 | Інтер (Запрешич) |
| Славонац          | 1:5          | Поморац          |
| Кроація Сесвете   | 0:1          | Істра 1961       |
| 23 вересня 2009   |              |                  |
| Карловац          | 3:0          | ГАШК             |
| Мославина         | 2:0          | Конавлянин       |
| Виноградар        | 4:1 дч       | Меджимур'є       |
| Нехай             | 0:1 дч       | Сегеста          |
| Гранічар (Жупаня) | 1:3          | Осієк            |
| Плітвіца          | 0:4          | Динамо (Загреб)  |
| МВ Кроація        | 0:2          | Рієка            |
| Ліпік             | 3:5          | Хайдук (Спліт)   |
| Велебіт           | 0:2          | Вартекс          |
| Спліт             | 0:2          | Славен Белупо    |
| 29 вересня 2009   |              |                  |
| Беліще            | 0:3          | Шибеник          |

## 1/8 фіналу
| Команда 1      | Рахунок | Команда 2        |
| -------------- | ------- | ---------------- |
| 27 жовтня 2009 |         |                  |
| Істра 1961     | 0:1     | Славен Белупо    |
| Загреб         | 3:1     | Сегеста          |
| Вартекс        | 2:1     | Карловац         |
| Осієк          | 1:0     | Інтер (Запрешич) |
| Шибеник        | 4:0     | Рієка            |
| 28 жовтня 2009 |         |                  |
| Виноградар     | 1:4     | Динамо (Загреб)  |
| Поморац        | 9:0     | Рудар (Лабин)    |
| Хайдук (Спліт) | 5:1     | Мославина        |

## 1/4 фіналу
| Команда 1                  | Заг. | Команда 2       | 1-й матч | 2-й матч |
| -------------------------- | ---- | --------------- | -------- | -------- |
| 24 листопада/9 грудня 2009 |      |                 |          |          |
| Славен Белупо              | 1:6  | Вартекс         | 1:4      | 0:2      |
| 25 листопада/9 грудня 2009 |      |                 |          |          |
| Загреб                     | 1:4  | Хайдук (Спліт)  | 0:0      | 1:4      |
| Осієк                      | 1:5  | Шибеник         | 1:1      | 0:4      |
| Поморац                    | 2:5  | Динамо (Загреб) | 0:2      | 2:3      |

## 1/2 фіналу
| Команда 1                | Заг. | Команда 2      | 1-й матч | 2-й матч |
| ------------------------ | ---- | -------------- | -------- | -------- |
| 24 березня/7 квітня 2010 |      |                |          |          |
| Шибеник                  | 2:0  | Вартекс        | 0:0      | 2:0      |
| Динамо (Загреб)          | 0:1  | Хайдук (Спліт) | 0:0      | 0:1      |

## Фінал
| Команда 1               | Заг. | Команда 2 | 1-й матч | 2-й матч |
| ----------------------- | ---- | --------- | -------- | -------- |
| 21 квітня/5 травня 2010 |      |           |          |          |
| Хайдук (Спліт)          | 4:1  | Шибеник   | 2:1      | 2:0      |

### Перший матч
| 21 квітня 2010 18:30 (EEST) |

| Хайдук (Спліт)            | 2:1      | Шибеник        |
| ------------------------- | -------- | -------------- |
| Тичинович 61' Ібричич 88' | Протокол | Зец 65' (пен.) |

| Стадіон «Полюд», Спліт Глядачів: 15 000 Арбітр: Драженко Ковачич |

### Другий матч
| 5 травня 2010 18:30 (EEST) |

| Шибеник | 0:2      | Хайдук (Спліт)                   |
| ------- | -------- | -------------------------------- |
|         | Протокол | Вукушич 16' Ібричич 90+3' (пен.) |

| Стадіон «Шубічевац», Шибеник Глядачів: 5 500 Арбітр: Домагой Вучков |